# Ulrich Theodor Aepinus
Franz Ulrich Theodor Aepinus (italianizzato: Epino; Rostock, 13 dicembre 1724 – Dorpat, 10 agosto 1802) è stato un fisico tedesco.
Proveniva da una famiglia illustre, uno dei suoi antenati fu Johannes Aepinus, uno degli esponenti maggiori della riforma protestante in Germania.

## Biografia
Laureato in medicina a Rostock nel 1744, si dedicò subito alla matematica, pubblicando memorie che gli fruttarono nel 1755 la cattedra di astronomia all'Accademia delle Scienze di Berlino.
Nominato nel 1757 membro della Accademia delle Scienze di Pietroburgo, si trasferì in quella città, dove rimase fino al 1798, ottenendo vari incarichi accademici e la protezione della zarina Caterina II e del successore Paolo, che nel 1797 lo nominò suo consigliere personale.
Nel 1756 annunciò la scoperta della piroelettricità della tormalina e, allo stesso tempo, la costruzione del condensatore ad aria che porta il suo nome. Nel 1759 pubblicò una memoria sulla influenza elettrostatica, ritenuta fino ai suoi tempi una elettrizzazione per comunicazione, dandone l'interpretazione attuale, che segnò una svolta nello studio della elettrostatica.

## Opere
- 1759 – Tentamen theoriae electricitatis et magnetismi (Saggio sulla teoria dell'elettricità e del magnetismo)